# Partit Socialista Unificat de Catalunya Viu
El Partit Socialista Unificat de Catalunya Viu (PSUC Viu; en español, Partido Socialista Unificado de Cataluña Vivo) es un partido político comunista refundado en el 1997 después de que Rafael Ribó y la dirección de Iniciativa per Catalunya «congelasen» el histórico PSUC.
En 1998, fundó con otras organizaciones de izquierdas la federación de Esquerra Unida i Alternativa, antiguo referente catalán de Izquierda Unida. Actualmente, el secretario general de esta formación política es Eduard Navarro. Mantiene vínculos de fraternidad con el PCE, forma parte de su dirección, participa en sus congresos, y es corresponsable de sus acuerdos políticos.

## Historia del partido

### Refundación (1997)
El 14 de junio de 1997 el "Manifiesto para el PSUC" se constituye como PSUC Viu con la voluntad de trabajar para un Congreso Extraordinario que permitiese la definitiva realización del partido. Se escoge una Comisión Central, un Grupo Ejecutivo, un núcleo y un coordinador, para rellenar el vacío dejado por Ribó para organizar a los comunistas del PSUC, afiliar a nuevos militantes, crear un marco para los debates, transferir las informaciones y preparar en definitiva el X Congreso del PSUC. El Grupo Ejecutivo acordó iniciar la publicación de El manifiesto como circular central del PSUC Viu. El PSUC Viu asume las relaciones históricas de hermanamiento con el PCE y viceversa. 

### Fundación de Esquerra Unida i Alternativa (1998)
Ya al año siguiente se inicia el proyecto de construcción de un movimiento sociopolítico que se propone defender una democracia radical y participativa, base de un nuevo orden mundial más justo y solidario. En este proyecto el PSUC converge con diversas fuerzas para impulsar el proceso constituyente de movimiento social y político que permita cohesionar las voluntades de transformación social en Cataluña. En este esfuerzo, se consigue establecer un grupo promotor con independientes y organizaciones como "Col·lectius Llibertaris", POR, PASOC, "Col·lectiu Roig Verd Violeta" y el PCC.
Del 29 al 31 de mayo, se celebra la Asamblea Constituyente de Esquerra Unida i Alternativa, después de un proceso constituyente en toda Cataluña. Se definen principios, estatutos y dirección. Es escogido un amplio Consejo Nacional, que expresa la diversidad de corrientes en EUiA. José Manuel Paton es escogido Presidente y Antoni Lucchetti Coordinador General. 
Esquerra Unida i Alternativa nace como una fuerza corresponsable del proyecto político de Izquierda Unida, y con el objetivo común de un modelo de estado alternativo y de clase, federal, republicano, no uniforme y plural, donde puedan convivir todas las situaciones diversas por motivos históricos, culturales o de lengua.

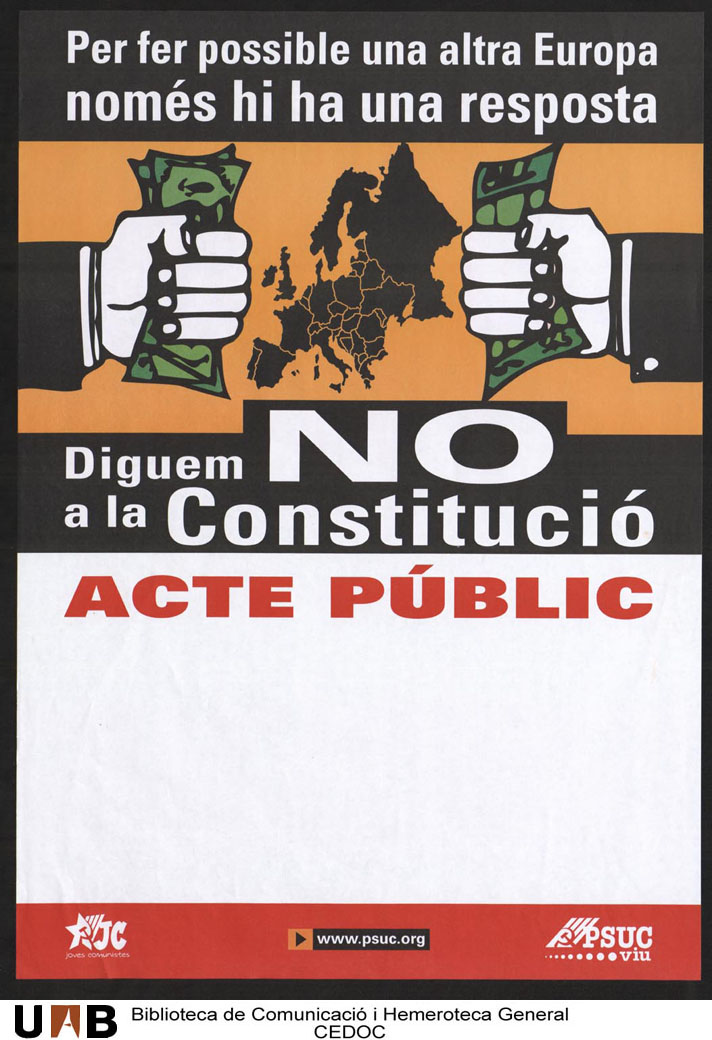
Per fer possible una altra Europa només hi ha una resposta. Diguem NO a la Constitució

Del 14 al 15 de octubre, el Partido celebra su X Congreso. El Congreso del "PSUC Viu". El Congreso impulsa la reorganización del Partido, aprueba su programa y estatutos, se dota de un nuevo Comité Central y se escoge a Antoni Lucchetti como secretario general.

### Referéndum de independencia de Cataluña y posterior escalada represiva (2017)
El referéndum de independencia de Cataluña de 2017, también conocido por el numerónimo 1-O, fue un referéndum de autodeterminación, constitucionalmente ilegal, convocado por el Gobierno de Cataluña, suspendido por el Tribunal Constitucional el 7 de septiembre de 2017 y finalmente celebrado de manera irregular en la comunidad autónoma española de Cataluña el 1 de octubre de 2017.[cita requerida]
Ante estos hechos, el PSUC Viu y la JSUC hicieron público un comunicado firmado con el título El PSUC Viu por el derecho a la autodeterminación y contra la represión, en el que criticaron tanto la gestión del conflicto del Partido Popular (negando el diálogo y la negociación con el gobierno de Cataluña), como la convocatoria del referéndum de independencia (una convocatoria sin respaldo institucional, popular, y internacional), y pidiendo la negociación entre los dos gobiernos para pactar un referéndum vinculante y evitar así la escalada de tensión y represión que se estaba viviendo.

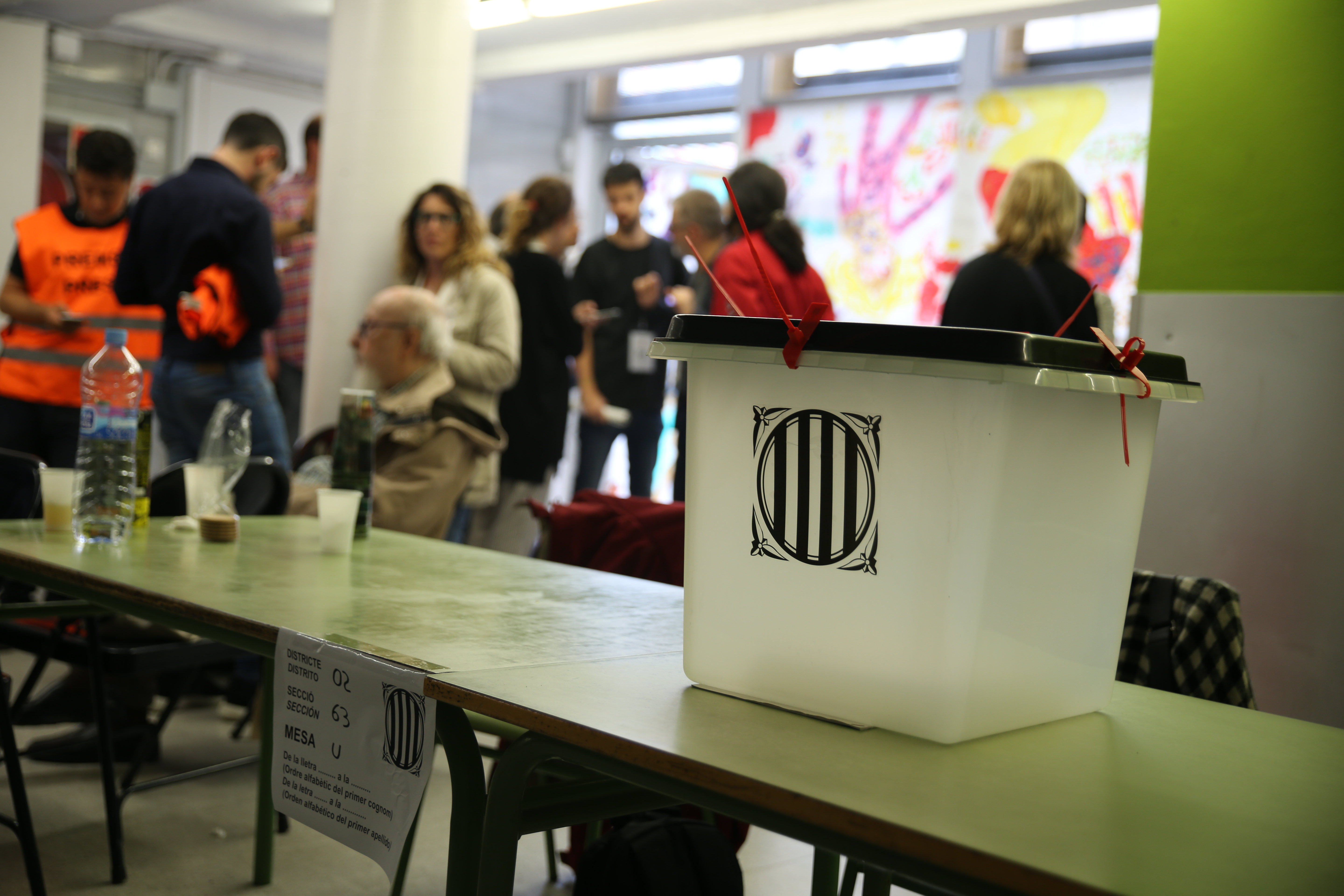
Fotografía de la urna usada en el referéndum, de plástico y con bridas para el cierre.

### Ruptura con EUiA y fundación de Esquerra Unida de Catalunya (2019)
El 8 de junio de 2019, Izquierda Unida aprobó romper relaciones con Esquerra Unida i Alternativa, su socio en Cataluña, tras conocer que miembros de EUiA habían puesto en marcha un proyecto político denominado Sobiranistes, que concurriría a las Elecciones generales de España de abril de 2019 en coalición con Esquerra Republicana de Catalunya bajo la denominación de Esquerra Republicana de Catalunya-Sobiranistes, compitiendo electoralmente con IU. El PSUC Viu rechazó abiertamente la actitud del coordinador de EUiA, Joan Josep Nuet, y aseguró en un comunicado que "El PSUC Viu acompañará las decisiones federales de Izquierda Unida para garantizar su presencia en Cataluña". Más tarde, el PCE sacó un comunicado en el que pedía la dimisión inmediata de la cúpula de EUiA y en el que afirmaban que el proyecto de IU no era soberanista ni independentista, sino federalista.
El 3 de julio de 2019, se celebró la Asamblea abierta de Esquerra Unida Catalunya con Alberto Garzón en San Adrián del Besós, Barcelona, con la intención de crear una nueva formación política. En dicha asamblea participó el PSUC Viu y su juventud, la JSUC.
Finalmente, el 29 de febrero de 2019, se realizó la Asamblea Fundacional de EUCat, con la participación de unas 500 personas, entre ellas varios militantes de la JSUC. En dicha asamblea asistieron unas 500 personas, entre ellas Joan Mena (diputado en el Congreso por En Comú Podem), Nuria Lozano, Alberto Garzón (coordinador federal de Izquierda Unida y Ministro de Consumo), Eduard Navarro (secretario general del PSUC viu), Josep Montero (alcalde de Montornès del Vallès por Montornès en Comú) y más miembros destacados de IU y la antigua EUiA. En dicha asamblea, además de comprometerse con el proyecto de Catalunya en Comú y el proyecto federal de Izquierda Unida, escogieron un grupo promotor de 71 personas (en el que figuran varios miembros de la JSUC) y un núcleo coordinador de 18 personas. Además, Josep Montero fue escogido portavoz de la nueva formación política.

### XVII Congreso (2022)
Los días 11 y 12 de junio de 2022 tienen lugar en la localidad El Prat de Llobregat el XVII congreso del PSUC Viu bajo el lema "Un futur per a la gent treballadora, un futur per al planeta" (Un futuro para la gente trabajadora, un futuro para el planeta), en el que 100 delegados y delegadas realizan aportaciones a los documentos políticos y organizativos presentados. En este congreso es re-escogido nuevamente como secretario general el abogado sabadellense Eduard Navarro.

## Ideología y principios programáticos

### Denominación
Se autodefine como "la unión voluntaria de los hombres y mujeres de la clase obrera, trabajadores y trabajadoras, manuales, de servicios y del campo, ciudadanos y ciudadanas, de los profesionales e intelectuales, de las fuerzas del trabajo y de la cultura de Cataluña".
El PSUC Viu fomenta como principio básico entre sus militantes la fidelidad a las ideas emancipadoras de los trabajadores y de las capas populares de Cataluña, en unidad con los/as trabajadores y las capas populares de los otros pueblos de España y en el internacionalismo proletario. Defiende la solidaridad entre los pueblos del mundo que luchan por su liberación nacional, con los que combaten el imperialismo, y con los pueblos que abren camino hacia el socialismo en libertad.

### Objetivos
Tiene por objetivo fundamental la transformación socialista de la sociedad, en la perspectiva de una sociedad comunista, entendida como aquella en la que se haya eliminado cualquier tipo de explotación u opresión.
Los objetivos del PSUC Viu en el periodo actual son:
- la defensa, ampliación de las libertades individuales y colectivas y la consolidación y profundización de una democracia auténticamente representativa tanto en su terreno institucional como en el de la participación popular.
- la superación de la Constitución española de 1978, mediante un proceso constituyente, para impulsar junto a otras fuerzas de progreso un proceso que de lugar a la construcción de un estado republicano, federal, plurinacional y solidario dentro del marco de una convivencia pacífica entre los y las españoles/as, rompiendo así la estructura clasista consolidada en la Segunda Restauración Borbónica.
- el ejercicio del derecho a la autodeterminación donde defienden una República Federal, plurinacional, democrática y solidaria.
- la consecución de los objetivos que corresponden a los intereses y aspiraciones de la clase obrera y de los sectores populares: la aspiración a la paz y la cooperación entre los pueblos, la consecución del derecho al trabajo, la consolidación y ampliación de los derechos sociales y políticos de las personas, la conformación de una sociedad que se inspire en los valores de los derechos de libertad, la democracia, la solidaridad, la igualdad y la justicia, sin discriminación sexista, racista, xenófoba o de cualquier otro tipo; el desarrollo sostenible, una sociedad que preserve la naturaleza y defienda los valores de la no violencia.

## Estructura organizativa
El PSUC Viu se organiza territorialmente adecuándose, tanto como sea posible, a la ordenación intercomarcal, comarcal, local y de distrito, y a la división administrativa que exprese. También se organiza sectorialmente adecuándose al ámbito específico de cada militante, sea de centro de trabajo, sector, ámbito o interés particular dependiendo de las circunstancias y de la utilidad del partido como instrumento de organización de la militancia.

## Símbolos
La bandera del PSUC Viu es roja, con el anagrama del partido, que incluye las cuatro barras y la hoz y el martillo. El PSUC Viu adopta La Internacional como himno del movimiento obrero internacional, así como Els Segadors como himno de Cataluña.

## Organización juvenil
Hasta 2014 tuvo como referente juvenil Joves Comunistes (JC), disuelta al integrarse en la Joventut Comunista de Catalunya, siendo su último secretario general Benjamí Moles. En 2015 se refundó la organización juvenil del partido creándose la Joventut Socialista Unificada de Catalunya (JSUC), eligiéndose a Ester Pérez como secretaria general.
En 2022, una parte de su militancia joven abandona la JSUC disconformes con la línea política de ésta, y pasan a formar el nuevo referente juvenil catalán de la Unión de Juventudes Comunistas de España, organización juvenil del PCE.

## Órganos de expresión
El diario del Nou Treball (Nuevo Trabajo) es el órgano de expresión del PSUC Viu y la JSUC. También editan el boletín electrónico mensual Altaveu Comunista (Altavoz Comunista).

## Secretarios Generales del PSUC Viu
| Nombre           | Duración    |
| ---------------- | ----------- |
| Antoni Lucchetti | 1997 – 2001 |
| Ferran Gallego   | 2001 – 2003 |
| Albert Escofet   | 2003 – 2011 |
| Alfredo Clemente | 2011 – 2015 |
| Albert Miralles  | 2015 – 2017 |
| Eduard Navarro   | Desde 2017  |

## Nota
1. ↑  Aunque ciertos medios y partidos califican al PCE como de extrema izquierda, su renuncia a la vía revolucionaria y su aceptación del parlamentarismo y la democracia liberal como medios para lograr el gobierno les eximen de las definiciones más habituales de esa posición.[1]